# Laevilitorina
Laevilitorina är ett släkte av snäckor. Laevilitorina ingår i familjen strandsnäckor.
Kladogram enligt Catalogue of Life:
| Laevilitorina | \| \| Laevilitorina alta \| \| \| \| \| \| Laevilitorina antipodum \| \| \| \| \| \| Laevilitorina aucklandica \| \| \| \| \| \| Laevilitorina bifasciata \| \| \| \| \| \| Laevilitorina delli \| \| \| \| |
|               | \| \| Laevilitorina alta \| \| \| \| \| \| Laevilitorina antipodum \| \| \| \| \| \| Laevilitorina aucklandica \| \| \| \| \| \| Laevilitorina bifasciata \| \| \| \| \| \| Laevilitorina delli \| \| \| \| |
|               | Algamorda |
|               | |
|               | Aquilonaria |
|               | |
|               | Austrolittorina |
|               | |
|               | Cenchritis |
|               | |
|               | Echininus |
|               | |
|               | Echinolittorina |
|               | |
|               | Haloconcha |
|               | |
|               | Lacuna |
|               | |
|               | Littoraria |
|               | |
|               | Littorina |
|               | |
|               | Melarhaphe |
|               | |
|               | Nodilittorina |
|               | |
|               | Risellopsis |
|               | |
|               | Tectarius |
|               | |
|               | Tectininus |
|               | |
|               | Laevilitorina alta |
|               | |
|               | Laevilitorina antipodum |
|               | |
|               | Laevilitorina aucklandica |
|               | |
|               | Laevilitorina bifasciata |
|               | |
|               | Laevilitorina delli |
|               | |

|  | Laevilitorina alta        |
|  |                           |
|  | Laevilitorina antipodum   |
|  |                           |
|  | Laevilitorina aucklandica |
|  |                           |
|  | Laevilitorina bifasciata  |
|  |                           |
|  | Laevilitorina delli       |
|  |                           |